# راشووا (شهرستان ستژلتسه)
راشووا (به لهستانی:  Raszowa) یک روستا در لهستان است که در گمینا لشنگتسا واقع شده‌است.